# Bleak Moments
Pour plus de détails, voir Fiche technique et Distribution.
Bleak Moments est un film britannique réalisé par Mike Leigh, sorti en 1971.

## Synopsis
Sylvia est une jeune fille timide mais intelligente et sensible. Souvent enfermée chez elle, elle tente de sortir de sa solitude tout en s'occupant de sa sœur Hilda, handicapée mentale... Sa vie à l'extérieur se limite à des relations avec une collègue de travail malmenée par sa mère et un jeune homme, amoureux transi, qui ne parvient pas à déclarer ses sentiments.

## Fiche technique
- Titre : Bleak moments
- Autre titre : Loving Moments
- Réalisation : Mike Leigh
- Scénario : Mike Leigh
- Production : Les Blair
- Photographie : Bahram Manocheri
- Deuxième assistant opérateur : Roger Pratt
- Montage : Les Blair
- Pays d'origine : Royaume-Uni
- Format : Couleurs
- Genre : Drame
- Durée : 111 minutes
- Date de sortie : 1971

## Distribution
- Anne Raitt : Sylvia
- Sarah Stephenson : Hilda
- Eric Allan : Peter
- Joolia Cappleman : Pat
- Mike Bradwell : Norman
- Liz Smith : la mère de Pat
- Malcolm Smith : un copain de Norman
- Donald Sumpter : un copain de Norman

## Récompenses
- Léopard d'or au Festival de Locarno